# Russocampus
Russocampus là một chi nhện trong họ Linyphiidae.